# Xiphorhynchus fuscus
Xiphorhynchus fuscus là một loài chim trong họ Furnariidae.
Loài này được tìm thấy ở miền đông Brazil. Môi trường sống tự nhiên của chúng là rừng ẩm nhiệt đới hoặc cận nhiệt đới và rừng nhiệt đới ẩm nhiệt đới hoặc cận nhiệt đới.